# Флаг городского округа Луховицы
Флаг городского округа Лухови́цы Московской области Российской Федерации — опознавательно-правовой знак, служащий официальным символом муниципального образования.
Флаг составлен по правилам вексиллологии и отражает исторические, культурные, социально-экономические, национальные и иные местные традиции.
Первоначально флаг Луховицкого района был утверждён 8 октября 1998 года, решением Совета депутатов Луховицкого района № 171/24, как флаг Луховицкого района и города Луховицы.
20 июня 2002 года, решением Совета депутатов Луховицкого района № 215/28, флаг Луховицкого района и города Луховицы стал флагом муниципального образования «Луховицкий район Московской области».
В связи с переименованием муниципального образования «Луховицкий район Московской области» на «Луховицкий муниципальный район Московской области» Совет депутатов Луховицкого района решил с 1 января 2006 года флаг муниципального образования «Луховицкий район Московской области» считать флагом Луховицкого муниципального района Московской области.
26 января 2006 года, решением Совета депутатов Луховицкого муниципального района № 304/33 было утверждено новое Положение о флаге Луховицкого муниципального района и было отменёно решение № 215/28. С 7 марта 2006 года, после публикации в газете «Луховицкие вести» № 23 от 7 марта 2006 года, флаг Луховицкого муниципального района стал также флагом города Луховицы. 22 декабря 2006 года, решением Совета депутатов городского поселения Луховицы, был принят отдельный флаг городского поселения Луховицы.
Законом Московской области от 28 декабря 2016 года № 207/2016-ОЗ все муниципальные образования Луховицкого муниципального района были преобразованы в городской округ Луховицы.
Решением Совета депутатов городского округа Луховицы от 9 октября 2018 года № 695/71 флаг Луховицкого муниципального района было принято считать флагом городского округа Луховицы и, одновременно, решение от 26 января 2006 года было признано утратившим силу. Новое положение о флаге городского округа Луховицы утверждено не было.

## Описание
«Флаг Луховицкого муниципального района представляет собой рассечённое сине-зелёное полотнище, в центре которого жёлтое узкое укороченное стропило с белым лётом, сопровождённое вверху жёлтым солнцем о восьми лучах.
Отношение длины полотнища к ширине — 3:2.
С левой стороны флаг имеет полосу для крепления древка».

## Обоснование символики
Становление и развитие города Луховицы неразрывно связано с авиационной отраслью, которая и сегодня является ведущей в широкой гамме промышленности города, — её символизируют два крыла лёта и летящее стропило, означающее также стремление вверх, путь к развитию и совершенству.
Голубой цвет отражает реку Оку, на берегах которой расположен район. Голубой цвет (лазурь) в геральдике символизирует мир, чистоту неба, истину, возвышенные устремления и честь.
Зелёный цвет символизирует природу и сельское хозяйство района.
В геральдике также — символ плодородия, жизни и здоровья.
Жёлтый цвет (золото) — символ высшей ценности, прочности, силы, великодушия, солнечного света и рассвета.
Белый цвет (серебро) — символ простоты, совершенства, мудрости, благородства, мира, взаимосотрудничества.

## См. также

Флаги муниципальных образований Луховицкого муниципального района
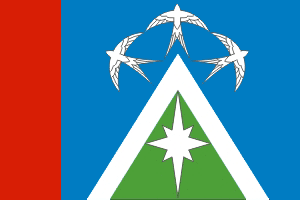
Флаг городского поселения Луховицы
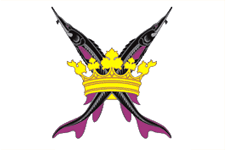
Флаг городского поселения Белоомут
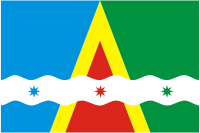
Флаг сельского поселения Астаповское
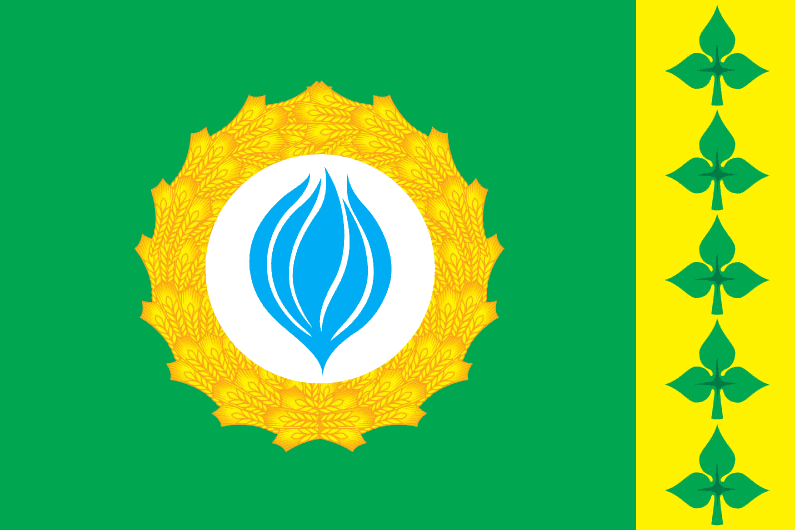
Флаг сельского поселения Газопроводское
Флаг сельского поселения Головачёвское
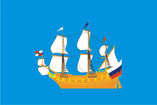
Флаг сельского поселения Дединовское
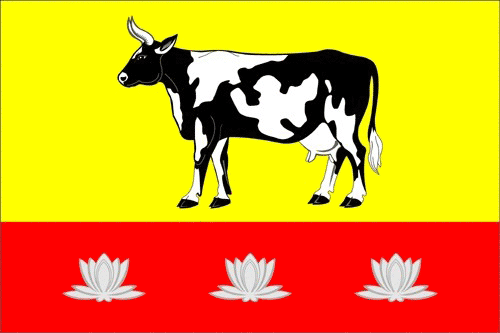
Флаг сельского поселения Краснопоймовское
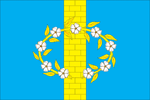
Флаг сельского поселения Фруктовское